# Ledňáček malimbijský
Ledňáček malimbijský (Halcyon malimbica) je druh ptáka z řádu srostloprstí žijící v Africe.
Vyskytuje se v západní a centrální Africe, v deštných lesích, sekundárních lesích, mangrovech, poblíž vodních toků na savanách a v hustých savanových lesích s porosty stromů Anogeissus leiocarpa, a to do nadmořské výšky 1800 m n. m.
Dosahuje délky 25 cm a váhy 64 až 130 gramů. Váha je velmi odlišná u jednotlivých poddruhů. Poddruh H. m. dryas dosahuje váhy 110 až 130 g, zatímco zástupci poddruhu H. m. torquata jen 64 až 94 g.
Řadí se mezi málo dotčené taxony.
Živí se zejména bezobratlými živočichy, jako jsou švábi, rovnokřídlí, termiti, blanokřídlí, brouci, kudlanky, pavouci, mnohonožky, bičnatci, plži či krabi. Do jeho jídelníčku však patří také ryby (lezci), ptáci, žáby včetně ropuch, ještěrky a myši, a dokonce plody palmy olejné.

## Poddruhy
Jsou rozlišovány čtyři poddruhy:
- H. m. malimbica (Shaw, 1811; Jižní Kamerun a jižní Čad a dále na východ jihozápadní Jižní Súdán, západní Uganda a severozápadní Tanzanie, na jih k severní a východní Angole a severozápadní Zambii; případně i jihozápadní Etiopie)
- H. m. dryas (Hartlaub, 1854; Princův ostrov v Guinejském zálivu; dříve také na ostrově Svatý Tomáš)
- H. m. forbesi (Sharpe, 1892; od Sierry Leone na východ do Nigérie a JZ Kamerunu)
- H. m. torquata (Swainson, 1837; od Senegalu na východ k jihozápadnímu Mali a severní Guineji)

## Chov v zoo
Tento druh je chován v evropských zoo naprosto výjimečně. V březnu 2022 se jednalo o pouhé dvě zoo: Zoo Barcelona ve Španělsku a Zoopark Zájezd v Česku.